# Gonocaryum minus
Gonocaryum minus là một loài thực vật có hoa trong họ Cardiopteridaceae. Loài này được Sleumer mô tả khoa học đầu tiên năm 1969.